# Lara (Familienname)
Lara ist ein spanischer Familienname.

## Herkunft und Bedeutung
Zu Herkunft und Bedeutung siehe beim Vornamen Lara.

## Namensträger
- Adelina de Lara (1872–1961), britische Pianistin, Komponistin und Klavierlehrerin
- Adriana Lara (* 1978), mexikanische Künstlerin
- Agustín Lara (1897–1970), mexikanischer Komponist und Sänger
- Alda Lara (1930–1962), angolanische Dichterin
- Alexandra Maria Lara (Alexandra Maria Riley; * 1978), deutsche Schauspielerin
- Álvaro Lara (1984–2011), chilenischer Fußballspieler
- Alfonso Lara (1946–2013), chilenischer Fußballspieler
- André Lara Resende (* 1951), brasilianischer Bankier, Unternehmer und Autorennfahrer
- Braulio Lara (1988–2019), dominikanischer Baseballspieler
- Brian Lara (* 1969), Cricketspieler aus Trinidad
- Carlos Armando Lara (1934–2001), mexikanischer Fußballspieler
- Carlos Lara Bareiro (1914–1987), paraguayischer Komponist
- Carmencita Lara (1926–2018), peruanische Sängerin des Vals Criollo
- Catherine Lara (* 1945), französische Sängerin, Violinistin, Komponistin und Schriftstellerin
- Cayo Lara Moya (* 1952), spanischer Politiker der Partido Comunista de España (PCE) und Leiter des Parteienbündnisses Izquierda Unida (IU)
- Che Lara (* 2000), Sprinter aus Trinidad und Tobago
- Christian Lara (Regisseur) (* 1939), französischer Filmregisseur, Drehbuchautor und Produzent
- Christian Lara (Sänger) (* 1946), französischer Opernsänger (Tenor)
- Christian Lara (Fußballspieler) (* 1980), ecuadorianischer Fußballspieler
- Claude Autant-Lara (1901–2000), französischer Regisseur und Kostümbildner
- Cristina Lara (* 1995), spanische Sprinterin
- Daniel García Lara (Dani; * 1974), spanischer Fußballspieler
- Deyvid Lara (* 2007), ecuadorianischer Hochspringer
- Diego Lara (* 1979), ecuadorianischer Fußballschiedsrichter
- Dimas Lara Barbosa (* 1956), brasilianischer Geistlicher, Erzbischof von Campo Grande
- Diógenes Lara († 1971), bolivianischer Fußballspieler
- Domingo Antonio de Lara, salvadorianischer Luftfahrtpionier und Politiker
- Emilio Lara (Gewichtheber) (Emilio Lara Rodríguez, * 1970), kubanischer Gewichtheber
- Emilio Lara (Fußballspieler) (Emilio Lara Contreras, * 2002), mexikanischer Fußballspieler
- Erislandy Lara (* 1983), kubanischer Boxer
- Felipe Lara (Sänger) (* 1945), spanischer Flamencosänger
- Felipe Lara (Komponist) (* 1979), brasilianischer Komponist
- Francisco José Lara (* 1977), spanischer Radrennfahrer
- Georgia Lara (* 1980), griechische Wasserballspielerin
- Guillermo Rodríguez Lara (* 1923), ecuadorianischer Militär und Staatspräsident
- Isidore de Lara (1858–1935), englischer Sänger und Komponist
- Jean Lara (1922–2010), französischer Schauspieler und Filmschaffender
- Joe Lara (1962–2021), US-amerikanischer Schauspieler und Musiker
- Jorge Salvador Lara (1926–2012), ecuadorianischer Politiker und Historiker
- José Carlos Lara (* 1988), spanischer Radsportler
- José Gregorio Salazar Lara (1773–1838), liberaler Politiker in Zentralamerika
- José Manuel Lara Hernández (1914–2003), spanischer Geschäftsmann, Gründer von Editorial Planeta
- José Manuel Lara Bosch (1946–2015), spanischer Geschäftsmann, Präsident von Editorial Planeta und Sohn von José Manuel Lara Hernández
- José Manuel Lara (1977–), spanischer Profi-Golfer
- José Maria Parreira Lara (1886–1936), brasilianischer Geistlicher, Bischof von Caratinga
- Juan Lara (Baseballspieler) (* 1981), Baseballspieler aus der Dominikanischen Republik
- Juan Lara (Schiedsrichter) (* 1989), chilenischer Fußballschiedsrichter
- Juan José Lara Arias († 1856), Präsident von Costa Rica
- Lélis Lara CSsR (1925–2016), brasilianischer Ordensgeistlicher, römisch-katholischer Bischof von Itabira-Fabriciano
- Leopoldo Lara y Torres (1874–1939), mexikanischer Geistlicher, Bischof von Tacámbaro
- Louis Marie de Narbonne-Lara (1755–1813), französischer General, Kriegsminister und Diplomat
- Lucas Martínez Lara (1943–2016), mexikanischer Geistlicher, Bischof von Matehuala
- Lúcio Lara (1929–2016), angolanischer Politiker
- Manuel Tuñón de Lara (1915–1997), spanischer Historiker
- Manuel de Lara Churriguera († 1755), spanischer Barockarchitekt
- Marcelo Lara (* 1947), mexikanischer Tennisspieler
- Maria Manrique de Lara (1538–1608), spanische Adlige und Hofdame
- María Teresa Lara (1904–1984), mexikanische Liedtexterin und Komponistin
- Nelly Mele Lara (1922–1993), venezolanische Komponistin
- Nil Lara (* 1964), amerikanischer Musiker
- Olga Lara (* 1953), dominikanische Sängerin und Komponistin
- Osvaldo Lara (1955–2024), kubanischer Sprinter
- Pablo Lara (* 1968), kubanischer Gewichtheber
- Raúl Lara (* 1973), mexikanischer Fußballspieler
- Ricardo Lara (Politiker) (* 1974), US-amerikanischer Politiker
- Ricardo Ojeda Lara (* 1993), spanischer Tennisspieler
- Rodrigo Lara Bonilla (1946–1984), kolumbianischer Anwalt und Politiker
- Róger Cordero Lara (* 1957), venezolanischer Militär und Abgeordneter
- Roineld Lara (* 2005), venezolanischer Leichtathlet
- Rosalio José Castillo Lara (1922–2007), venezolanischer Kurienkardinal
- Salvador Lara Zamora (1839–1912), Präsident Costa Ricas
- Santiago Lara (* 1984), spanischer Flamenco-Gitarrist
- Sebastian Lara (* 2002), US-amerikanischer Volleyballspieler
- Tito Lara (1932–1987), puerto-ricanischer Sänger und Schauspieler
- Vicente López Lara (1945–2010), nicaraguanischer Baseballspieler, siehe Vicente López (Baseballspieler)
- Víctor Lara Vásquez (1924–2018), peruanischer Komponist und Akkordeonist
- Willian Lara (1957–2010), venezolanischer Politiker
- Yoleida Lara (* 1985), venezolanische Fußballschiedsrichterassistentin